# De aici în eternitate
De aici în eternitate  (titlu original: From Here to Eternity) este un film american din 1953 regizat de Fred Zinnemann. Rolurile principale au fost interpretate de actorii Burt Lancaster, Montgomery Clift și Frank Sinatra. A câștigat Premiul Oscar pentru cel mai bun film.
Filmul prezintă frământările și necazurile a trei soldați ai armatei americane staționați în Hawaii în lunile premergătoare atacului de la Pearl Harbor.

## Prezentare
În 1941, gornistul și soldatul de carieră Robert E. Lee Prewitt se transferă la o companie de pușcași din Schofield Barracks de pe insula Oahu din Hawaii. Deoarece Prewitt a fost și un boxer, căpitanul Dana „Dinamită” Holmes îl vrea în echipa sa de box. Prewitt refuză pentru că a încetat să mai lupte după ce l-a orbit pe un prieten. Holmes îi face viața lui Prewitt mizerabilă; și în cele din urmă dă comandă Primului Sergent Milton Warden să pregătească o curte marțială. Warden sugerează cu succes dublarea pedepsei în companie a lui Prewitt ca alternativă. Prewitt este urât și de alți subofițeri și este susținut doar de prietenul său apropiat, soldatul Angelo Maggio.
Prewitt și Maggio se alătură unui club social unde Prewitt devine atras de Lorene. La club, Maggio are o discuție cu sergentul de la palisadă Judson. Mai târziu, într-un bar local, Judson îl provoacă pe Maggio și cei doi ajung aproape să se încaiere înainte de intervenția lui Warden.
Warden, în ciuda avertizării unui alt sergent, riscă închisoarea după ce a început o aventură cu soția căpitanului Holmes, Karen. Căsătoria lui Karen cu Holmes este distrusă datorită infidelității lui, care s-a agravat după nașterea unui copil mort și infertilitatea ulterioară a lui Karen. Karen îl încurajează pe Warden să devină un ofițer pentru a putea pleca de aici și pentru ca ea poată să divorțeze de Holmes și să se căsătorească cu Warden.
Maggio este condamnat la palisadă după ce a plecat din gardă și s-a îmbătat. Aici are parte de un tratament dur din partea lui Judson. Prewitt descoperă că numele adevărat al lui Lorene este Alma, iar scopul ei este să câștige suficienți bani la club pentru a se întoarce pe continent și pentru a trăi o viață adecvată. Prewitt îi spune că viața și cariera sa sunt în armată, iar cei doi se gândesc dacă pot avea un viitor împreună.
Un sergent pe nume Galovitch, care este membru al echipei de box a lui Holmes, îl provoacă și se luptă cu Prewitt. Lupta este raportată lui Holmes care o observă fără să intervină. Prewitt se luptă bine cu Galovitch. Holmes află că Galovitch a început lupta, dar Holmes nu îi dă nicio pedeapsă. Ofițerii de rang superior observă conduita lui Holmes și forțează demisia sa în locul unei curți marțiale.
Maggio evadează după o bătaie brutală a lui Judson. Leziunile sale sunt agravate în timpul evadării sale și moare în brațele lui Prewitt. Prewitt caută răzbunare împotriva lui Judson și cei doi se înjunghie unul pe celălalt pe o alee lăturalnică. Judson moare datorită rănilor sale, iar Prewitt este rănit grav, lipsește fără permisie și rămâne cu Lorene. Warden acoperă cât poate absența sa.
Căpitanul care îl înlocuiește pe Holmes îl face pe Galovitch simplu soldat și afirmă că boxul nu va mai fi folosit ca promovare în grad.
Warden îi spune lui Karen despre Prewitt. Karen îi dezvăluie lui Warden că demisia lui Holmes o obligă să plece de pe insulă și singura salvare este ca Warden să fie ofițer, dar Warden îi divulgă că nu a trimis cererea sa și că nu este interesat să devină ofițer. Karen se îndepărtează în timp ce amândoi își dau seama că relația lor s-a încheiat.
Japonezii atacă Pearl Harbor. Warden își păstrează cumpătul în haosul creat. În acea noapte, Prewitt încearcă să ajungă în compania sa, dar este ucis pe drum de o santinelă atunci când refuză să se oprească la somație. Warden spune că a fost un soldat bun, dar foarte încăpățânat.
Karen și Lorene stau întâmplător una lângă cealaltă pe nava care le duce spre continentul american. Lorene îi spune lui Karen că „logodnicul” ei a murit eroic ca pilot în timpul atacului de la Pearl Harbor. Îl numește pe Prewitt ca fiind logodnicul ei. În ultima scenă, Karen recunoaște numele, dar nu spune nimic.

## Distribuție
- Burt Lancaster - Primul Sergent Milton Warden[8][9]
- Montgomery Clift - Soldat Robert E. Lee "Prew" Prewitt
- Deborah Kerr - Karen Holmes
- Donna Reed - Alma Burke / Lorene
- Frank Sinatra - Soldat Angelo Maggio
- Philip Ober - Căpitan Dana "Dynamite" Holmes
- Mickey Shaughnessy - Sergent Leva
- Harry Bellaver - Soldat clasa I Mazzioli
- Ernest Borgnine - Sergent Major James R. "Fatso" Judson
- Jack Warden - Caporal Buckley
- John Dennis - Sergent Ike Galovitch
- Merle Travis - Soldat Sal Anderson
- Tim Ryan - Sergent Pete Karelsen
- Arthur Keegan - Treadwell
- Barbara Morrison - Mrs. Kipfer
- George Reeves - Sergent Maylon Stark (nemenționat)
- Claude Akins - Sergent "Baldy" Dhom (nemenționat)
- Alvin Sargent - Nair (nemenționat)
- Robert J. Wilke - Sergeant Henderson (nemenționat)
- Carleton Young - Colonel Ayres (nemenționat)
- Kristine Miller - Georgette (nemenționat)

## Primire
| Premiu                               | Categorie                                              | Nominalizat(i)                   | Rezultat     |
| ------------------------------------ | ------------------------------------------------------ | -------------------------------- | ------------ |
| Premiile Oscar                       | cel mai bun film                                       | Buddy Adler                      | Câștigat     |
| Premiile Oscar                       | cel mai bun regizor                                    | Fred Zinnemann                   | Câștigat     |
| Premiile Oscar                       | cel mai bun actor                                      | Montgomery Clift                 | Nominalizare |
| Premiile Oscar                       | cel mai bun actor                                      | Burt Lancaster                   | Nominalizare |
| Premiile Oscar                       | Best Actress                                           | Deborah Kerr                     | Nominalizare |
| Premiile Oscar                       | Best Supporting Actor                                  | Frank Sinatra                    | Câștigat     |
| Premiile Oscar                       | Best Supporting Actress                                | Donna Reed                       | Câștigat     |
| Premiile Oscar                       | Best Screenplay                                        | Daniel Taradash                  | Câștigat     |
| Premiile Oscar                       | Best Cinematography – Black-and-White                  | Burnett Guffey                   | Câștigat     |
| Premiile Oscar                       | Best Costume Design – Black-and-White                  | Jean Louis                       | Nominalizare |
| Premiile Oscar                       | Best Film Editing                                      | William Lyon                     | Câștigat     |
| Premiile Oscar                       | Best Music Score of a Dramatic or Comedy Picture       | George Duning and Morris Stoloff | Nominalizare |
| Premiile Oscar                       | Best Sound Recording                                   | John P. Livadary                 | Câștigat     |
| Bambi Awards                         | Best Film – International                              | From Here to Eternity            | Câștigat     |
| British Academy Film Awards          | Best Film                                              | From Here to Eternity            | Nominalizare |
| Cannes Film Festival                 | Grand Prix                                             | Fred Zinnemann                   | Nominalizare |
| Cannes Film Festival                 | Special Award                                          | Fred Zinnemann                   | Câștigat     |
| Directors Guild of America Awards    | Outstanding Directorial Achievement in Motion Pictures | Fred Zinnemann                   | Câștigat     |
| Golden Globe Awards                  | Best Supporting Actor – Motion Picture                 | Frank Sinatra                    | Câștigat     |
| Golden Globe Awards                  | cel mai bun regizor                                    | Fred Zinneman                    | Câștigat     |
| Golden Screen Awards                 | Golden Screen                                          | From Here to Eternity            | Câștigat     |
| Golden Screen Awards                 | Golden Screen with Star                                | From Here to Eternity            | Câștigat     |
| National Board of Review Awards      | Top Ten Films                                          | From Here to Eternity            | Câștigat     |
| National Film Preservation Board     | National Film Registry                                 | From Here to Eternity            | Inducted     |
| New York Film Critics Circle Awards  | Best Film                                              | From Here to Eternity            | Câștigat     |
| New York Film Critics Circle Awards  | Best Director                                          | Fred Zinneman                    | Câștigat     |
| New York Film Critics Circle Awards  | Best Actor                                             | Burt Lancaster                   | Câștigat     |
| Online Film & Television Association | Hall of Fame – Motion Picture                          | From Here to Eternity            | Câștigat     |
| Photoplay Awards                     | Gold Medal                                             | From Here to Eternity            | Câștigat     |
| Writers Guild of America Awards      | Best Written American Drama                            | Daniel Taradash                  | Câștigat     |

William Holden, care a primit Premiul Oscar pentru cel mai bun actor pentru rolul din Stalag 17, a considerat că Lancaster sau Clift ar fi trebuit să câștige în locul său. Ulterior, Sinatra avea să comenteze că a considerat că prestația sa ca dependentul de heroină Frankie Machine în Omul cu mâna de aur (The Man with the Golden Arm), merita mai mult premiul Oscar decât cel pentru rolul său ca Maggio în De aici în eternitate.